# شوا إيو جيما
شوا إيو جيما (昭和 硫黄島)، والمعروفة أيضًا باسم شوا شنتو (昭和 新 島)، هي إحدى جزر ساتسونان، وعادًة ما تُصنف مع جزر أوسومي، التي تنتمي إلى محافظة كاغوشيما، اليابان. هي جزيرة بركانية مهجورة، تقع قبالة الشاطئ الشمالي لإيو جيما، كاغوشيما.

## الجغرافية
شوا إيو جيما هي إحدى جزر أوسومي، وتقع على بعد كيلومترين (1.1 ميل) شمال إيو جيما. تبلغ مساحة الجزيرة حوالي 0.07 كيلومتر مربع (0.027 ميل مربع) ويبلغ طول شريطها الساحلي 1.3 كيلومتر (0.81 ميل). الجزيرة عبارة عن قبة حمم مكشوفة مرتبطة تحت سطح بالبحر بكالديرا كيكي، وهي عبارة عن بركان طبقي يرتفع من قاع المحيط.

## التاريخ
ظهرت جزيرة شوا إيو جيما خلال ثوران عام 1934. في 12 سبتمبر 1934، ضربت المنطقة زلازل واستمرت لعدة أيام. في 17 سبتمبر، أنفجر عمود من الرماد والدخان من سطح المحيط، وبحلول 20 سبتمبر بدأت جزيرة تتشكل من الرماد والخفاف في. تم تأكيد تدفقات الحمم البركانية في 25 نوفمبر، وفي 7 ديسمبر، أُكد وجود جزيرة جديدة. بلغ ارتفاع القمة البركانية في الجزيرة حوالي 30 مترًا بحلول 23 ديسمبر، ولكن في 30 ديسمبر، غرقت الجزيرة تحت مستوى سطح البحر واختفت.
ومع ذلك، عاودت الجزيرة الظهور في 5 يناير وفي 19 يناير اندلع انفجار قوي مع سحب سوداء من الدخان البركاني والرماد وتدفقات الحمم البركانية والأمطار الحمضية، واستمرت لعدة أسابيع. في 8 مارس، قام سكان إيو جيما المجاورة بأول هبوط في الجزيرة الجديدة. بحلول 1 أبريل، توقفت جميع الأنشطة البركانية والزلازل. في ذلك الوقت ، قدر حجم شوا إيو جيما بـ 0.18 كيلومتر مربع (0.069 ميل مربع). أدى التآكل اللاحق إلى تقليل حجمها الحالي.

## روابط خارجية
- Map of Shōwa Iōjima, Kagoshima by Geographical Survey Institute  [لغات أخرى]‏
- Kikai, Kyushu, Japan نسخة محفوظة 17 ديسمبر 2017 على موقع واي باك مشين. on Volcano World, Department of Geosciences at Oregon State University